# Fighting Temptation
«Fighting Temptation» (с англ. — «Борьба с искушениями») — сингл, выпущенный R&B-певицей Бейонсе Ноулз и рэпершами Мисси Эллиотт, MC Lyte и Free в 2003 году, с целью продвинуть фильм «Борьба с искушениями», в котором снялась Ноулз. Эта песня является семплом 1979 года Uncle Louie «I Like Funky Music». Песня повествует о группе женщин, живущих согласно жесткому правилу «никакого секса», что коррелирует с сюжетом фильма, где героиня Ноулз Лилли не хочет начинать половые отношения со своим бойфрендом Даррином (Кьюба Гудинг младший). Хотя в фильме она обещает ему, что они скоро начнут этим заниматься - в песне женщины точно не определили, когда они будут готовы.
Выпущенный в продажу 5 июля 2003 года, сингл получил внимание в европейских странах, в конце концов достигнув 13 строки в Нидерландах. У фильма был моментальный успех, в основном благодаря популярности Ноулз в Европе в те времена.

## Список композиций
Европейский CD сингл
1. «Fighting Temptation» (Альбомная версия) — 3:51
2. Destiny's Child — «I Know» (Альбомная версия) — 3:42

## Официальные версии
- «Fighting Temptation» (Acapella)
- «Fighting Temptation» (Instrumental)
- «Fighting Temptation» (Radio Edit)
- «Fighting Temptation» (DJBBenAyJay)
- «Fighting Temptation» (DJBBenAyJay Acapella)

## Чарты
| Чарт (2003)                                               | Наивысшая позиция |
| --------------------------------------------------------- | ----------------- |
| Американский Billboard Bubbling Under R&B/Hip-Hop Singles | 116               |
| Чарт (2004)                                               | Наивысшая позиция |
| Belgian Ultratop 50 Singles (Flanders)                    | 37                |
| Dutch Top 40                                              | 13                |
| German Singles Chart                                      | 54                |
| Swiss Singles Chart                                       | 42                |

## История релиза
| Территория | Дата            | Формат      | Лейбл    |
| ---------- | --------------- | ----------- | -------- |
| США        | 18 августа 2003 | Urban radio | Columbia |
| Европа     | 5 июля 2004     | CD-сингл    | Sony BMG |